# EVTOL

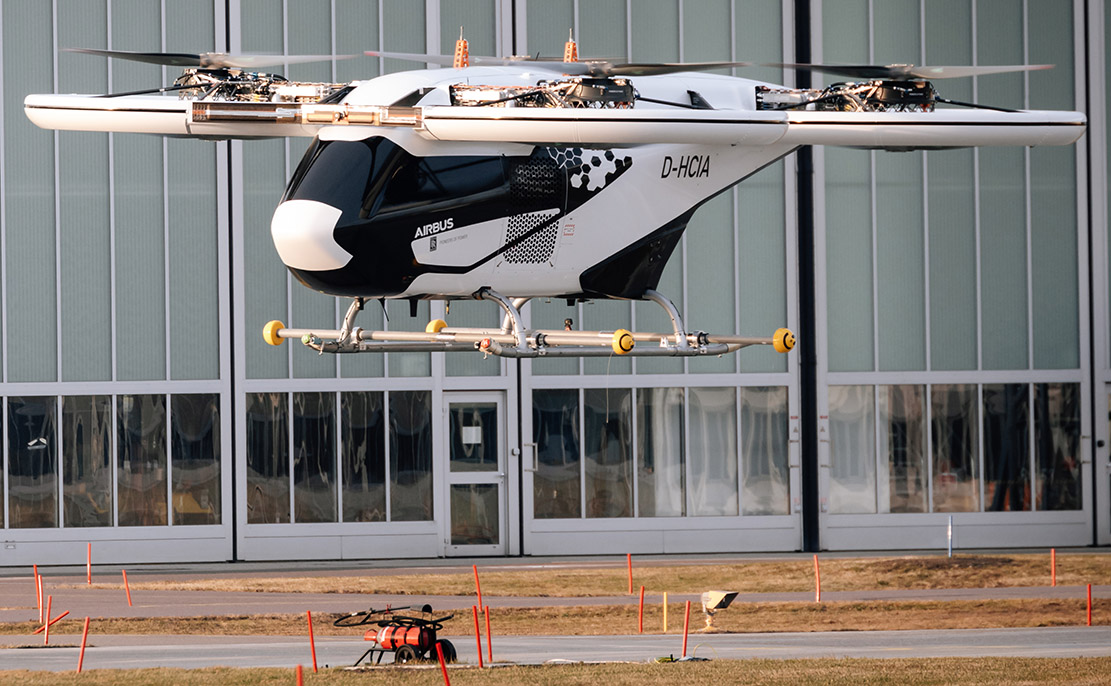
Prototyp Airbus CityAirbus D-HCIA demonstruje vznášení

eVTOL je zkratkou electric Vertical Take-Off and Landing, která se používá pro letadla se schopností kolmého vzletu a přistání, která využívají elektrický pohon. Ve vývoji jsou tyto letecké prostředky jak pro vojenský, tak i pro civilní sektor. Existuje mnoho konceptů od kvadrokoptér a omnikoptér, přes konvertoplány až k letadlům s pevným křídlem, které mohou být navíc vybaveny dalším motorem v tažném či tlačném uspořádání.
Civilní eVTOL letadla cílí například na efektivní službu letecké dopravy mezi strategickými místy v městském a příměstském prostředí. Vojenská eVTOL letadla mohou posloužit v logistice i k přepravě raněných.